# Svatopluk Němeček
Svatopluk Němeček (ur. 23 lutego 1972 w Boguminie) – czeski lekarz, samorządowiec i polityk, od 2014 do 2016 minister zdrowia.

## Życiorys
W 1996 ukończył studia medyczne na Uniwersytecie Palackiego w Ołomuńcu. W 1999 uzyskał specjalizację z zakresu chorób wewnętrznych. Początkowo pracował jako lekarz w szpitalu w Boguminie, później w służbie zdrowia w Karwinie. Od 2002 do 2005 był dyrektorem szpitala w Boguminie, a następnie do 2014 kierował szpitalem uniwersyteckim w Ostrawie.
W pierwszej połowie lat 90. należał do Partii Zielonych, a w 1996 dołączył do Czeskiej Partii Socjaldemokratycznej. W latach 1994–2014 zasiadał w radzie miejskiej Bogumina, od 2006 do 2010 wchodził w skład zarządu tej miejscowości. W latach 2012–2014 pełnił funkcję radnego kraju morawsko-śląskiego. 29 stycznia 2014 objął stanowisko ministra zdrowia w koalicyjnym rządzie Bohuslava Sobotki. Zakończył urzędowanie 30 listopada 2016.